# آدولف آیشمن
آدولف اُتو آیشمن (به آلمانی: Adolf Otto Eichmann) مسئول «اداره امور مربوط به یهودیان» در «اداره اصلی امنیت رایش» بود. وی که از افسران بلندپایه حزب نازی بود، در جریان جنگ جهانی دوم، دستور فرستادن بسیاری از یهودیان را به «کوره‌های آدم‌سوزی» صادر کرده‌بود. وی پس از شکست آلمان نازی در جنگ جهانی دوم، موفق شد تا به همراه خانواده‌اش به آرژانتین فرار کند.موساد آیشمان را شناسایی و به‌دست یک گروه تکاوری از افسران موساد و شاباک (سازمان اطلاعات پیشرفته اسرائیل)، ربوده و به اسرائیل آورده شد. وی در دادگاهی در اورشلیم به ۱۵ جرم مختلف که مهم‌ترین آن‌ها «جنایت علیه قوم یهود»، «جنایت علیه بشریت» و «جنایت جنگی در دورهٔ آلمان نازی» بود، متهم و محکوم شد. وی در سال ۱۹۶۲ میلادی در زندان آیالون در اسرائیل «اعدام» شد.
آیشمن پس از تحصیل ضعیف در مدرسه، برای مدت کوتاهی برای شرکت معدنی پدرش در اتریش کار کرد، جایی که خانواده در سال ۱۹۱۴ به آنجا نقل مکان کرده بودند. او در سال ۱۹۳۳ به آلمان برگشت وبه Sicherheitsdienst (SD، "سرویس امنیتی") پیوست. در آنجا او به عنوان رئیس بخش مسئول امور یهودیان منصوب شد - به ویژه مهاجرت، که نازی‌ها از طریق خشونت و فشار اقتصادی آن را تشویق کردند. پس از شروع جنگ جهانی دوم در سپتامبر ۱۹۳۹، آیشمن و کارکنانش ترتیبی دادند که یهودیان در محله‌های یهودی نشین در شهرهای بزرگ متمرکز شوند با این انتظار که آنها به شرق یا خارج از دریا منتقل شوند. او همچنین نقشه‌هایی برای رزرو یهودیان، ابتدا در نیسکو در جنوب شرقی لهستان و بعداً در ماداگاسکار طراحی کرد، اما هیچ‌یک از این طرح‌ها اجرا نشد.
نازی‌ها حمله به اتحاد جماهیر شوروی را در ۲۲ ژوئن ۱۹۴۱ آغاز کردند و سیاست یهودی آنها از مهاجرت اجباری به نابودی تغییر کرد. برای هماهنگی برنامه‌ریزی برای نسل‌کشی، راینهارد هایدریش، مافوق آیشمن، میزبان رهبران اداری رژیم در کنفرانس Wannsee در ۲۰ ژانویه ۱۹۴۲ بود. آیشمن برای او اطلاعات جمع‌آوری کرد، در کنفرانس شرکت کرد و صورتجلسه را تهیه کرد. آیشمن و کارکنانش مسئول تبعید یهودیان به اردوگاه‌های کشتار شدند، جایی که قربانیان با گاز مورد استفاده قرار می‌گرفتند. پس از اینکه آلمان مجارستان را در مارس ۱۹۴۴ اشغال کرد، آیشمن بر اخراج بیشتر جمعیت یهودی نظارت کرد. بیشتر قربانیان به اردوگاه کار اجباری آشویتس فرستاده شدند، جایی که حدود ۷۵ درصد به محض ورود به قتل رسیدند. تا زمان توقف حمل و نقل در ژوئیه ۱۹۴۴، ۴۳۷۰۰۰ نفر از ۷۲۵۰۰۰ یهودی مجارستان کشته شده بودند. دیتر ویسلیسنی در دادگاه نورنبرگ شهادت داد که آیشمن به او گفت که «با خنده به گور خواهد پرید، زیرا این احساس که پنج میلیون نفر بر وجدان خود دارد برای او منبع رضایت فوق العاده ای خواهد بود.»
پس از شکست آلمان در سال ۱۹۴۵، آیشمن توسط نیروهای آمریکایی دستگیر شد، اما او از یک اردوگاه بازداشت گریخت و برای جلوگیری از بازداشت مجدد دائماً در حومه آلمان نقل مکان می‌کرد. او در نهایت به روستایی کوچک در نیدرزاکسن رفت و تا سال ۱۹۵۰ در آنجا زندگی کرد تا زمانی که با استفاده از اسناد جعلی که با کمک سازمانی به سرپرستی اسقف کاتولیک آلویس هودال به دست آورده بود به آرژانتین نقل مکان کرد. اطلاعات جمع‌آوری شده توسط موساد، آژانس اطلاعاتی اسرائیل، مکان او را در سال ۱۹۶۰ تأیید کرد. تیمی از مأموران موساد و شین بت آیشمن را دستگیر کردند و او را به اسرائیل آوردند تا در ۱۵ اتهام جنایی از جمله جنایات جنگی، جنایت علیه بشریت و جنایت علیه مردم و قوم یهود محاکمه شود. در طول محاکمه، او هولوکاست یا نقش خود در سازماندهی آن را انکار نکرد، اما گفت که صرفاً دستورهای یک سیستم توتالیتر Führerprinzip را دنبال می‌کند. او در تمام اتهامات مجرم شناخته شد و در ۱ ژوئن ۱۹۶۲ به دار آویخته شد. این محاکمه به‌طور گسترده در رسانه‌ها دنبال شد و بعدها موضوع چندین کتاب از جمله آیشمن در اورشلیم اثر هانا آرنت شد که آرنت در آن عبارت «ابتذال شر» برای توصیف آیشمن را ابداع کرد.

## زندگی
اتو آدولف آیشمن، بزرگ‌ترین فرزند از پنج فرزند، در روز نوزدهم مارس سال ۱۹۰۶ در یک خانواده پروتستان کالوینیست در شهر زولینگن آلمان متولد شد. پدر و مادر او آدولف کارل آیشمن، یک حسابدار، و ماریا یک زن خانه‌دار بودند. پس از مرگ ماریا در سال ۱۹۱۶، پدر آیشمن با ماریا زاورزل، پروتستان متدین که دو پسر داشت ازدواج کرد. در سال ۱۹۱۴ پس از مرگ مادر جوانش همراه خانواده به شهر لینز در کشور اتریش مهاجرت کرد. آیشمن در لینز در دبیرستانی که آدولف هیتلر ۱۷ سال قبل در آن تحصیل کرده بود، در مدرسه قیصر فرانتس جوزف استاتسوبررئالشول (دبیرستان دولتی) تحصیل کرد. او ویولن می‌نواخت و در ورزش‌ها و باشگاه‌ها، از جمله گروه پیشاهنگی و پیشاهنگی Wandervogel که شامل چند پسر بزرگتر که اعضای شبه نظامیان مختلف جناح راست بودند، شرکت می‌کرد. عملکرد ضعیف او در مدرسه باعث شد پدرش او را در دانشکده فنی Höhere Bundeslehranstalt für Elektrotechnik, Maschinenbau und Hochbau ثبت نام کند. او بدون دریافت مدرک تحصیلی آنجا را ترک کرد و به شرکت جدید پدرش، شرکت معدنی آنترسبرگ پیوست و چند ماه در آنجا کار کرد. از سال ۱۹۲۵ تا ۱۹۲۷ او به عنوان منشی فروش برای شرکت رادیویی Oberösterreichische Elektrobau AG کار کرد. بعد، بین سالهای ۱۹۲۷ و اوایل ۱۹۳۳، آیشمن در اتریش علیا و سالزبورگ به عنوان نماینده منطقه ای برای شرکت نفت وکیوم AG کار کرد. در آوریل سال ۱۹۳۲ به حزب نازی اتریش پیوست و در سال ۱۹۳۴ به اس اس (نیروی ویژه پلیس نازی) پیوست و در سمت سرجوخگی در اردوگاه کار اجباری به خدمت گماشته شد.
کمی بعد به اداره مهاجرت یهودیان منتقل شد و موفقیتش در کار توجه هیدریش و هیملر سران اس اس را به خود جلب کرد و مقرر شد تا به بررسی «راه حل نهایی مسئله یهود» بپردازد. آیشمان به دلیل تعارض ایجاد دولتی یهودی با افکار نازی، با این ایده مخالف بود. در سال ۱۹۳۸ به وین فرستاده شد و اداره مرکزی مهاجرت یهود را بنا نهاد. این اداره اختیار صدور مجوز به یهودیانی که خواستار ترک اتریش بودند و مصادره اموال‌شان به هنگام بازگشت را داشت. در سال ۱۹۳۹ به آلمان بازگشت.

آدولف آیشمن، سال ۱۹۴۲

در آغاز جنگ جهانی دوم به درجه سروانی اس اس ارتقا یافت و او با تلاش مستمر خود در بیرون راندن یهودیان از سرزمین رایش سوم تا درجه سرهنگی بالا رفت. آیشمان متهم به انتقال یهودیان از سراسر اروپا به اردوگاه‌های مرگ می‌باشد. در سال ۱۹۴۴ به مجارستان که در تصرف آلمان بود فرستاده شد و متهم است که یهودیان بسیاری را در تبعید به مرگ روانه اتاق‌های گاز کرده است.
در پایان جنگ جهانی دوم به عنوان خلبان آلمانی توسط ارتش آمریکا دستگیر شد، اما توانست در اوایل سال ۱۹۴۶ بگریزد و سالها در مناطق مختلف آلمان پنهان گردد. در سال ۱۹۵۰ با کمک نیروهای زیرزمینی اس اس با نام نیکولاس کلمنت به ایتالیا رفت و از آنجا روانه آرژانتین شد و تا سال ۱۹۶۰ تحت همین نام با همسر و فرزندانش در آنجا زندگی کرد. آیشمان در سال ۱۹۶۰ توسط سرویس امنیتی اسرائیل (موساد) شناسایی و از آرژانتین ربوده و به خاک اسرائیل فرستاده شد. محاکمه آیشمان در ۱۲ دسامبر ۱۹۶۱ در تل آویو آغاز شد. وی در دادگاه اتهاماتش را نپذیرفت و خود را بیگناه دانست، اما دادگاه او را گناهکار تشخیص داد و به مرگ محکوم کرد و در شب سی و یکم ماه مه سال ۱۹۶۲ در زندان رمله به طناب دار آویخته شد.
جنازه وی در یک قایق پلیس در دریای مرکزی سوزانده شد و خاکسترش را به دریا ریختند.

## محاکمه آیشمن
هانا آرنت در کتاب «آیشمن در اورشلیم» گزارشی از دادگاه و روند محاکمه او ارائه کرد. هانا آرنت از سوی مجله نیویورکر مسئولیت نوشتن گزارش این دادگاه را داشت. پس از انتشار این گزارش‌ها، آرنت از سوی انجمن‌های یهودی، تکفیر شد. در این گزارش‌ها که بعدها در کتاب آیشمن در اورشلیم منتشر شدند، هانا آرنت جایگاه آیشمن را از اصلی‌ترین متهم  هولوکاست پایین آورد و انگشت اتهام را به سوی انجمن‌های یهودی برد و دربارهٔ تأثیری که در سرنوشت هم‌کیشانشان داشتند صحبت کرد.

## پانوشت‌ها
1. 1 2  آدولف آیشمن، دژخیمی زاده نظام بوروکراتیک بایگانی‌شده  در ۲۹ مه ۲۰۱۱ توسط Wayback Machine، رادیو فردا
2. ↑  ابتذال شر پس از یازده سپتامبر؛ چرا آرنت اهمیت دارد؟، بی‌بی‌سی فارسی
3. ↑  نشریات بریتانیا در آخرین روز سال، بی‌بی‌سی فارسی
4. ↑  خبرآنلاین. «آیشمن: هنوز در قلبم به هیتلر وفادارم».
5. ↑  خبرآنلاین. «ماجرای درام اعدام آیشمن».
6. ↑  مهر. «عملیات فیناله؛ شکافی عمیق بین واقعیت و تاریخ‌سازی».
7. ↑  انتخاب. «آیشمن ابدا به مردم اعتنایی نکرد که هیچ، حتی نیم‌نگاهی هم به آن‌ها نینداخت!».
8. ↑  مهر. «وقتی اسرائیل یکی از خادمانش را اعدام کرد».
9. ↑  دانشجو. ««آیشمن در اورشلیم» به چاپ هفتم رسید».
10. ↑  انتخاب. «وقتی آیشمن اعدام شد».